# Willem Twee Poppodium
Willem Twee is een poppodium in de Nederlandse stad 's-Hertogenbosch. Het is gelegen aan de Boschdijkstraat in de wijk Het Zand, in het pand van de voormalige sigarenfabriek van Willem II en daarvoor Goulmy & Baar.
De oude naam, Willem II Concertzaal, bestond sinds 1987, sinds men het pand betrok. Vanaf 2000 t/m 2016 heette de zaal W2 Poppodium. In hetzelfde gebouw vindt men ook de Willem Twee repetitieruimtes en Willem Twee Kunsten (ateliers, grafische werkplaats, expositieruimtes etc.). Per 1 januari 2017 heet de zaal Willem Twee Poppodium (Pop, Rock etc.,  voornamelijk versterkt). Voormalige synagoge De Toonzaal maakt onderdeel uit van de Willem Twee en heet voortaan Willem Twee Toonzaal (klassiek, Jazz, Folk etc. vnl akoestische muziek). Overdag is het gebouw toegankelijk voor bezoekers die de exposities willen bezoeken, voor een werkplek of iets wil eten of drinken. Er is een eetcafé met de naam Willem Twee Café.